# Peckeloh
Peckeloh ['pɛkəloː]  ist ein Ortsteil im ostwestfälischen Versmold im Kreis Gütersloh, Nordrhein-Westfalen.
Einschließlich der Siedlungsgebiete Sandort, Wöste, Buschort, Hollmort und Vorbruch wohnen auf einer Fläche von etwa 1700 Hektar rund 3300 Einwohner (Stand 1. Januar 2022). Somit ist Peckeloh, nach dem Ortsbezirk der Versmolder Innenstadt, der bevölkerungsreichste Stadtteil der ostwestfälischen Stadt Versmold. Mit seiner Lage an der Grenze zu Sassenberg im Westen ist Peckeloh für den Altkreis Halle das Tor zum Münsterland.

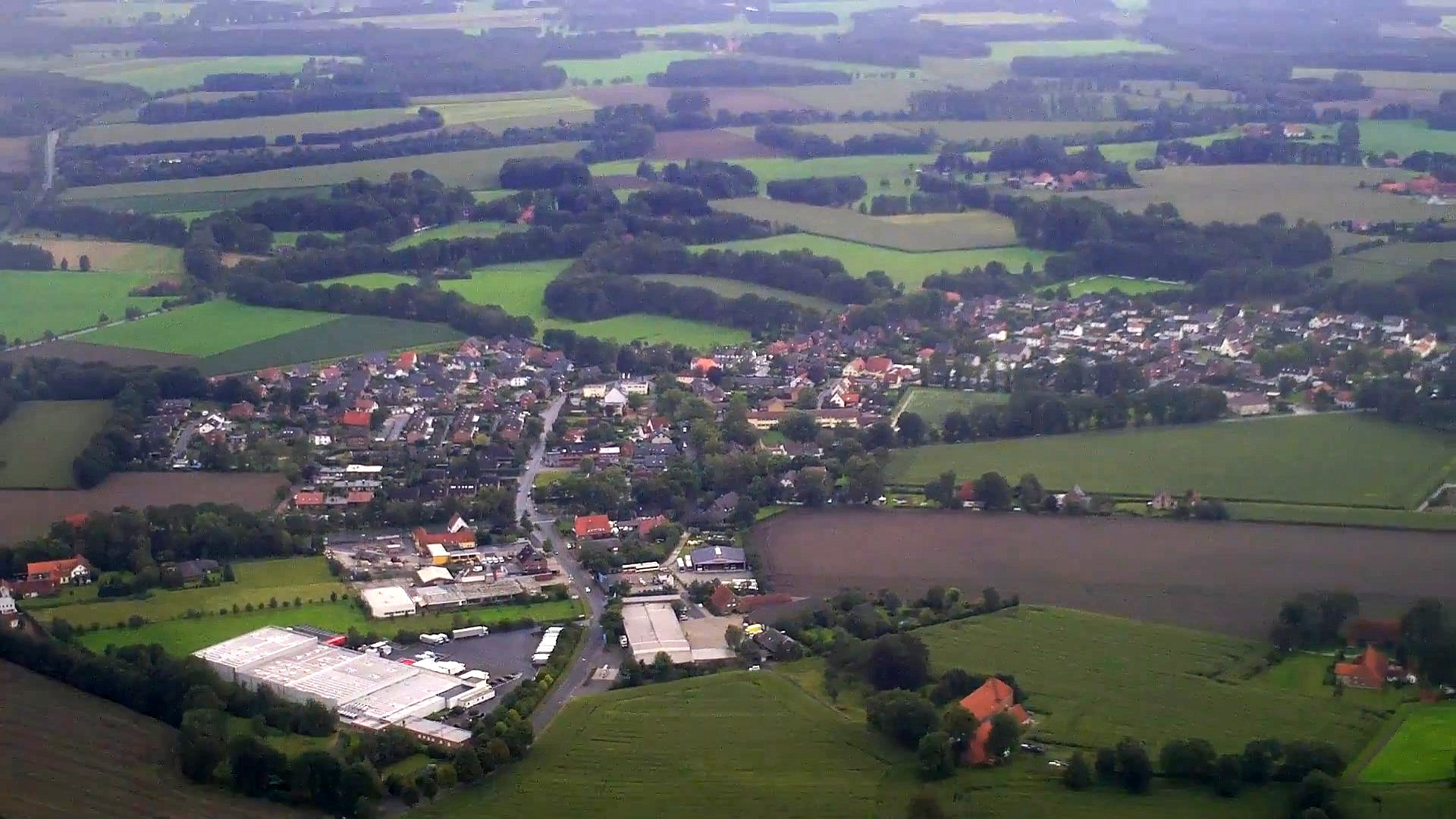
Luftaufnahme von September 2011

## Etymologie
Der Ortsname Peckeloh leitet sich von der Bezeichnung Peclon, wie die Bauerschaft in den ältesten Quellen benannt wird, ab. Die Vorsilbe „Pec“ geht auf den Farbton des moorigen Bodens im südlichen und westlichen Teil des früheren Peckelohs zurück; die Nachsilbe „lon“ war schon in der älteren Literatur als Ausdruck für Gräben, Wasserleitungen, Knüppeldämme oder Abzuggewässer in einer Region bekannt. Somit steht der Name der Bauerschaft in direkter Beziehung zu dem naturräumlichen Potenzial des früheren Peckelohs, da dieses vor allem von Überflutungen geplagt war und über lange Zeiträume schrittweise durch Gräben und Dämme trockengelegt werden musste.

## Geografie

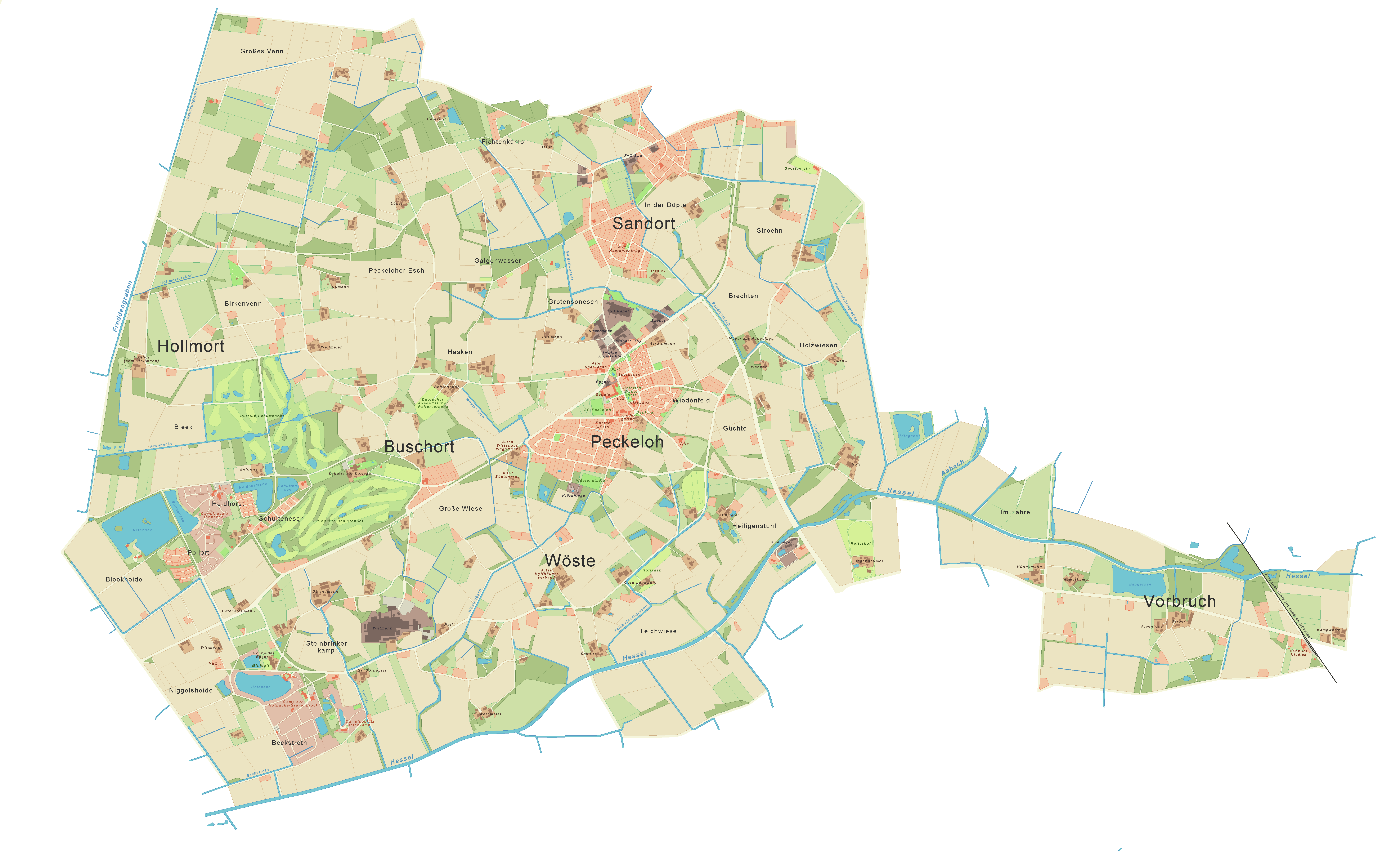
Die Landschaft von Peckeloh

### Geografische Lage
Peckeloh liegt an der Grenze des Münsterlands zu Ostwestfalen in der münsterländischen Bucht. Zudem befindet sich die Gemeinde südwestlich des Teutoburger Waldes. Trotz jener Lage nahe einer Gebirgskette fehlt Peckeloh jegliche Art von Erhebungen und Niederungen, was unter anderem als markantes Zeichen für die Region gilt.
Der niedrigste Punkt (59 m ü. NN) von Peckeloh liegt südwestlich der Ortsmitte, wo die Hessel das Stadtgebiet verlässt. Durch Peckeloh fließen sowohl die bereits genannte Hessel im Süden als auch viele kleine Bäche und Gräben, verteilt über die gesamte Ortschaft, die alle in die Hessel münden. Zu jenen zählen der Hollmortgraben im Nordwesten, der über das Füchtorfer Moor bei Sassenberg in die Hessel fließt, der Poggenfahrtsgraben, der Wöstenbach und der Aabach, der von Bockhorst durch die Innenstadt Versmolds nach Süden fließt und beim Versmolder Bruch in die Hessel mündet. Der Dorfkern Peckelohs liegt 4,5 km östlich von Sassenberg, 4 km nördlich von Greffen, einem Stadtteil Harsewinkels, und 3 km südwestlich der Versmolder Innenstadt. Der Louisensee ist ein Baggersee.
Die nächstgrößere Stadt, die Kreisstadt Gütersloh, liegt etwa 21 km in südöstlicher Richtung. Bielefeld im Osten und Osnabrück im Norden liegen beide etwa 32 km von Peckeloh entfernt, bis Münster im Westen sind es 46 km. Peckeloh befindet sich also im Zentrum zwischen Ravensberger Land, Münsterscher Bucht und der waldreichen Mittelgebirgslandschaft Teutoburger Wald. Das Dreiländereck, an dem diese drei Regionen aufeinandertreffen, befindet sich jedoch nicht in Peckeloh, sondern 4 km weiter nördlich an der gemeinsamen Grenze von Versmold und Sassenberg im Versmolder Stadtteil Loxten, wo jenes Dreiländereck durch einen Grenzstein markiert wurde.

### Siedlungen in Peckeloh
Der Versmolder Ortsteil Peckeloh setzt sich aus den zwei Siedlungen Peckeloh und Sandort, der Streusiedlung Buschort, die zudem einen gleichnamigen Weiler besitzt, und einigen Bauerschaften wie dem Hollmort und dem Vorburch zusammen. Nicht zu vergessen ist das Naherholungsgebiet südwestlich von Peckeloh mit seinen Ferienwohnsiedlungen und Camping-Parks an den Peckeloher Seen.
| Name                   | Siedlungsstruktur                                                     | Lagekarte der Siedlungen in Peckeloh |
| ---------------------- | --------------------------------------------------------------------- | ------------------------------------ |
| Peckeloh (Ortskern)    | großes Dorf                                                           | Lagekarte der Siedlungen in Peckeloh |
| Gewerbegebiet Peckeloh | Gewerbezone                                                           | Lagekarte der Siedlungen in Peckeloh |
| Sandort                | Dorf und Streusiedlung, Einzelsiedlungen vorzufinden                  | Lagekarte der Siedlungen in Peckeloh |
| Buschort               | Streusiedlung mit Weiler, zudem Feriewohnsiedlungen und Campingplätze | Lagekarte der Siedlungen in Peckeloh |
| Wöste                  | Bauerschaft mit Campingplätzen und Industriestandorten                | Lagekarte der Siedlungen in Peckeloh |
| Hollmort               | Bauerschaft                                                           | Lagekarte der Siedlungen in Peckeloh |
| Vorbruch               | Bauerschaft                                                           | Lagekarte der Siedlungen in Peckeloh |

### Geologie

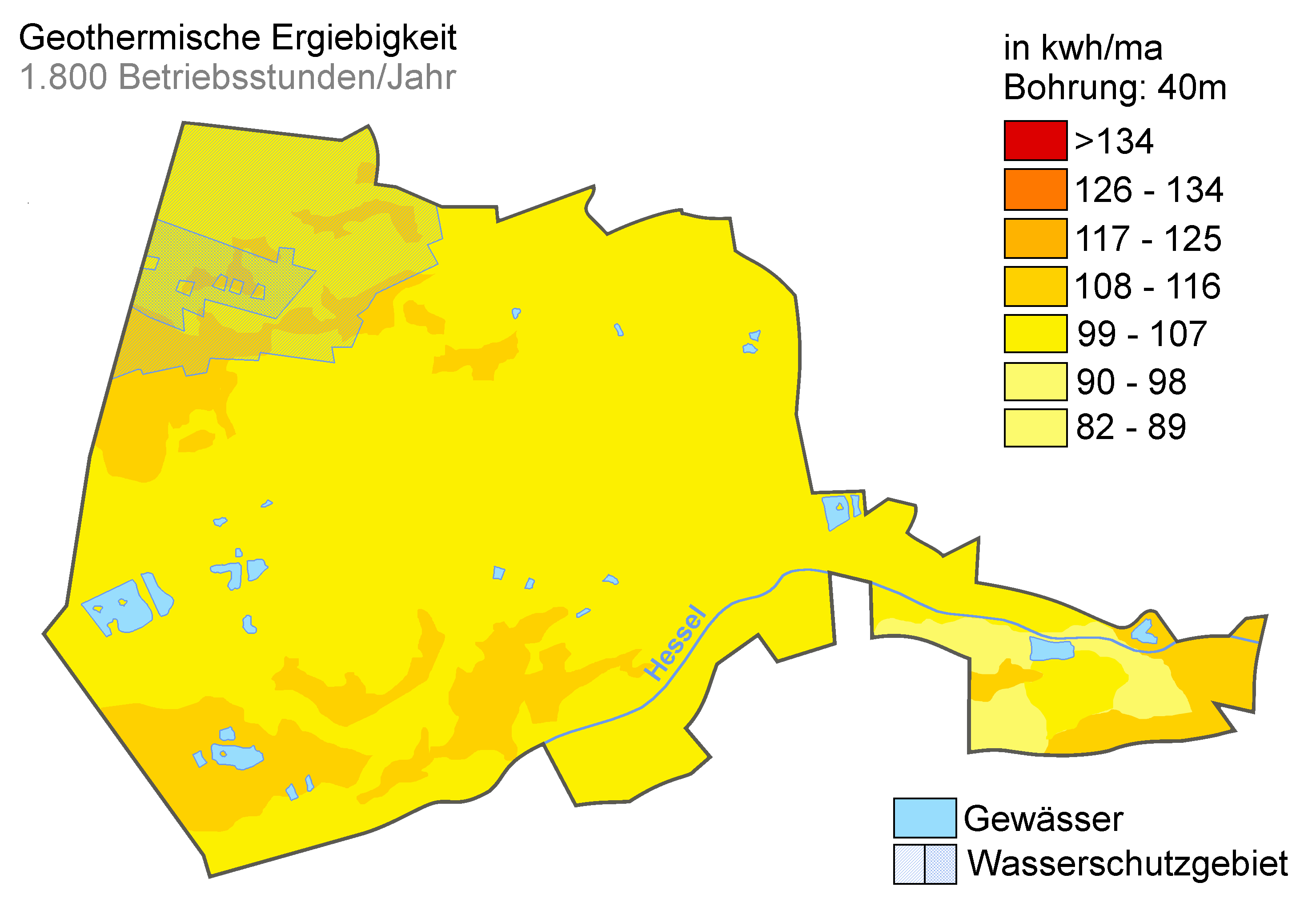
Geothermische Ergiebigkeit von Peckeloh

Wie auch im restlichen Gebiet Versmolds finden sich im tieferen Untergrund Ton- und Sandsteine eines Steinkohlengebirges (Oberkarbon), das Flöze führt. Diese werden von einem bis zu 1700 m mächtigen Deckgebirge aus Mergelsteinen über Kalksteinen des Erdmittelalters (Kreide) überdeckt. Die Festgesteine werden von bis zu 30 m mächtigen Lockergesteinen des Eiszeitalters (Quartär) vollständig überdeckt.
Im Boden von Peckeloh finden sich sandige und schluffige Ablagerungen der Weichselkaltzeit. In der Talaue der Hessel im Süden finden sich junge humose Sande und tonige Schluffen und vereinzelt Niedermoortorfe.

## Geschichte

### Gründung im Mittelalter
1280 wurde die Bauerschaft Peckeloh erstmals Gegenstand einer quellenmäßigen Erwähnung, als das Kloster Marienfeld die
„curtis suderloh in parochia Versmele“, also einen Hof Suderloh im bereits bestehenden Kirchspiel Versmold erwarb. Der Hof Suderloh, welcher folgend als Hof Schulte zur Surlage bekannt worden war, wurde keiner benannten Bauerschaft, sondern einem Kirchspielganzen zugeordnet.
Der Gebietskauf des Hofes war kompliziert, da sowohl der Bischof von Münster als auch der Bischof von Osnabrück an jenem Grenzraum zwischen den beiden Bistümern interessiert waren. Die Übernahme des Hofes durch ein münstersches Kloster berührte die territorialen Ambitionen der Ravensberger Landsherren zunächst nicht. Der Name „Suderloh“ bedeutet dabei so viel wie „Südlich des Waldes“ oder auch „südlicher Wald“, was darauf hindeutet, dass die „curtis suderloh“ von einem nördlicher liegenden Punkt ihren Namen erhalten hat und Zentrum der Besiedlung eines Naturraums wurde, der später den Namen Peckeloh erhielt.

### Frühe Neuzeit
Im 13. Jahrhundert war der südliche Versmolder Raum der heutigen Ortsteile Hesselteich und Peckeloh gering bevölkert.
Vereinzelte Besiedlungsinseln, welche am südlichen Wald – Suderloh – gelegen waren, hatten geringe Wachstumschancen, da das Gebiet von Überschwemmung der Hessel und der Aa geplagt und für die Kultivierung kaum geeignet war. Peckeloh war zu dieser Zeit also lediglich eine wasserreiche Feuchtniederung, die schrittweise trockengelegt werden musste, damit man Kulturland anlegen konnte. Das Gebiet Peckeloh beschrieb in jenem Zeitraum somit ein langsam entstehendes Bündel zum Kloster Marienfeld gehörender Höfe, die über einen weiten Zeitraum dem Feuchtgebiet zwischen Aa und Hessel Schwemmländereien abrangen und diese zu Kulturländereien ausbauten.
1338 kamen weitere Anwesen hinzu, so dass das Kloster Marienfeld nunmehr über ein gewisses Netz an Hofstellen im Raum verfügte, von denen aus Rodung und Kultivierungstätigkeiten ausgeübt wurden. Sechs Spännerhöfe auf Peckeloher Boden, Schulte zur Surlage, Wiltmann, Bramert, Piper, Bussmann und Böckmann, gehörten gegen Ende des Mittelalters zum Kloster und waren somit im münsteraner Besitz. Zugleich aber nahm die Besiedlungstätigkeit im Raum insgesamt zu. Erbkötter- und Markkötterhöfe, welche auch im Besitz der Grafen von Ravensberg und später der Herzöge von Cleve, Jülich und Berg waren, wurden angesiedelt. Das Gebiet um Peckeloh wurde zunehmend als eine Mark von Ravensberg verstanden, über die Ravensberg, durch Sonderrechte an einzelnen Höfe sowie einer Phase der Förderung einer Landnahme des Klosters Marienfeld, schließlich die Grafschaftsrechte erlangte und den Raum als landesherrliches Gebiet in das Kirchspiel Versmold fest integrieren konnte. Peckeloh verlor somit seine Zugehörigkeit zum Bistum Münster und gewann die Zugehörigkeit zu Ravensberg.

### In der Grafschaft Ravensberg
Während das Kloster Marienfeld an einer geringen Anzahl von Höfen Kultivierung und Landesausbau betrieb, fokussierte sich das Haus Ravensberg auf die Neuansiedlung kleinerer Kötterhöfe und die Übernahme weiterer Rechtstitel, die allesamt dazu geeignet waren, landesherrschaftliches Recht über ein Gebiet zu erringen, das zum Kirchspiel Versmold zählte und schließlich durch die Vogtei Versmold des Amtes Ravensberg verwaltet wurde.
Folgend konnten die Grenzen der Grafschaft Ravensberg zum Stift Münster 1535 zum ersten Mal definiert werden. Diese Grenzziehung war jedoch nur grob geschildert und war Ausdruck eines noch immer schwelenden Disputs, zu dessen Befriedung ein Kompromiss gefunden worden war, der allerdings skurrile Züge trug. Letzte Klärung fand man erst nach Abschluss des Dreißigjährigen Krieges, der dann auch zur konfessionellen Trennung im Grenzraum zwischen Ravensberg, Münster und Osnabrück führte. Im Zuge dessen war die Zugehörigkeit des Hofes Potthoff, ehemals Hollmann, welcher ein Bedeutender Peckeloher Hof an der direkten Grenze zum Stift Münster war, bis ins 16. Jahrhundert umstritten. Der denkmalgeschützte Speicher des Hofes zeigt noch heute einen Ravensberger Sparren im Wappen, was die Zugehörigkeit zur Grafschaft Ravensberg gegenüber Münster verdeutlichen sollte. Hof Hollmann war ein Vorposten der Peckeloher Bauerschaft.

### 19. Jahrhundert
Von 1807 bis 1810 gehörte Peckeloh zum Kanton Versmold des Königreichs Westphalen und von 1811 bis 1813 zum Kanton Versmold im französischen Département der oberen Ems. 1816 kam die Gemeinde Peckeloh zum Kreis Halle, in dem sie zum Amt Versmold gehörte. 
1853 wurde in Peckeloh unter Leitung des damaligen Dorflehrers und Astronomen Heinrich Weber eine erste Dorfschule errichtet. Rund 200 Kinder unterrichtete Lehrer Weber hier, bis 1865 allein und im Schichtbetrieb. Als Besonderheit der kleinen Schule gilt der Glockenturm, der gleichfalls von Weber veranlasst worden war. Das Gebäude der alten Schule ist noch heute in Peckeloh vorzufinden und wird derzeit als Gemeindehaus der evangelischen Kirche genutzt.
Im letzten Drittel des 19. Jahrhunderts modernisierte sich die Landwirtschaft erheblich. Die alten Markengründe wurden urbar gemacht und bald konnten immer mehr Menschen immer besser ernährt werden. So nahm die Bevölkerung, darunter vor allem die Kinderzahl, in der Bauerschaft rasch zu. Schon 1865 wurde eine zweite Lehrerstelle an der Dorfschule in Peckeloh geschaffen. 1881 schließlich wurde eine dritte Lehrerstelle nötig. Darüber hinaus war die Schülerzahl so stark angestiegen, dass eine größere Schule benötigt wurde. So erwarb die Gemeinde Peckeloh eine Heidefläche östlich der alten Schule und erbaute 1881 darauf eine neue Schule samt Lehrerwohnung. Diese wurde 1909 ebenfalls zum Klassenzimmer umgewidmet. Dafür wurde zwischen den beiden Weltkriegen ein Flügel des Gebäudes als Lehrerwohnung aufgestockt. Begleitet von weiteren Anbaumaßnahmen fand hier so lange Unterricht satt. 1960 schließlich wurde die heutige Grundschule auf dem damaligen Schulacker errichtet, die seither die Schulfunktion im Ort übernimmt.

### Eingemeindung
Am 1. April 1960 gab es eine Grenzberichtigung an der damaligen Gemeinde- und Stadtgrenze, welche die Stadt Versmold von der Gemeinde Peckeloh trennte (zu der Zeit war Peckeloh noch eine eigenständige Gemeinde des Amtes Versmold im Altkreis Halle). Bei dieser Grenzberichtigung wechselten auch bewohnte Gebiete ihre Zugehörigkeit zur Gemeinde Peckeloh oder zur Stadt Versmold. Die Größe des damaligen Stadtgebietes von Versmold reduzierte sich dabei um ca. drei Hektar, die Gemeinde Peckeloh gewann drei Hektar hinzu.
Im Rahmen der nordrhein-westfälischen Gebietsreform wurde Peckeloh am 1. Januar 1973
im Zuge der Umsetzung des Bielefeld-Gesetzes mit den übrigen Gemeinden des Amtes Versmold, darunter Versmold-Stadt, Loxten, Bockhorst, Hesselteich und Oesterweg, zur neuen Stadt Versmold zusammengeschlossen. Das Amt Versmold wurde aufgelöst, sein Rechtsnachfolger ist die Stadt Versmold.

## Bevölkerungsentwicklung
Nachfolgend dargestellt ist die Einwohnerentwicklung von Peckeloh in der Zeit als selbständige Gemeinde im Kreis Halle (Westf.) vor der Eingemeindung in 1973. In der Tabelle werden auch die Einwohnerzahlen von 1970 (Volkszählungsergebnis) und 1972 gelistet. Die Angaben seit 2006 beziehen sich auf die Anzahl der Bürger Versmolds mit Wohnsitz und Niederlassung im Versmolder Ortsteil Peckeloh.

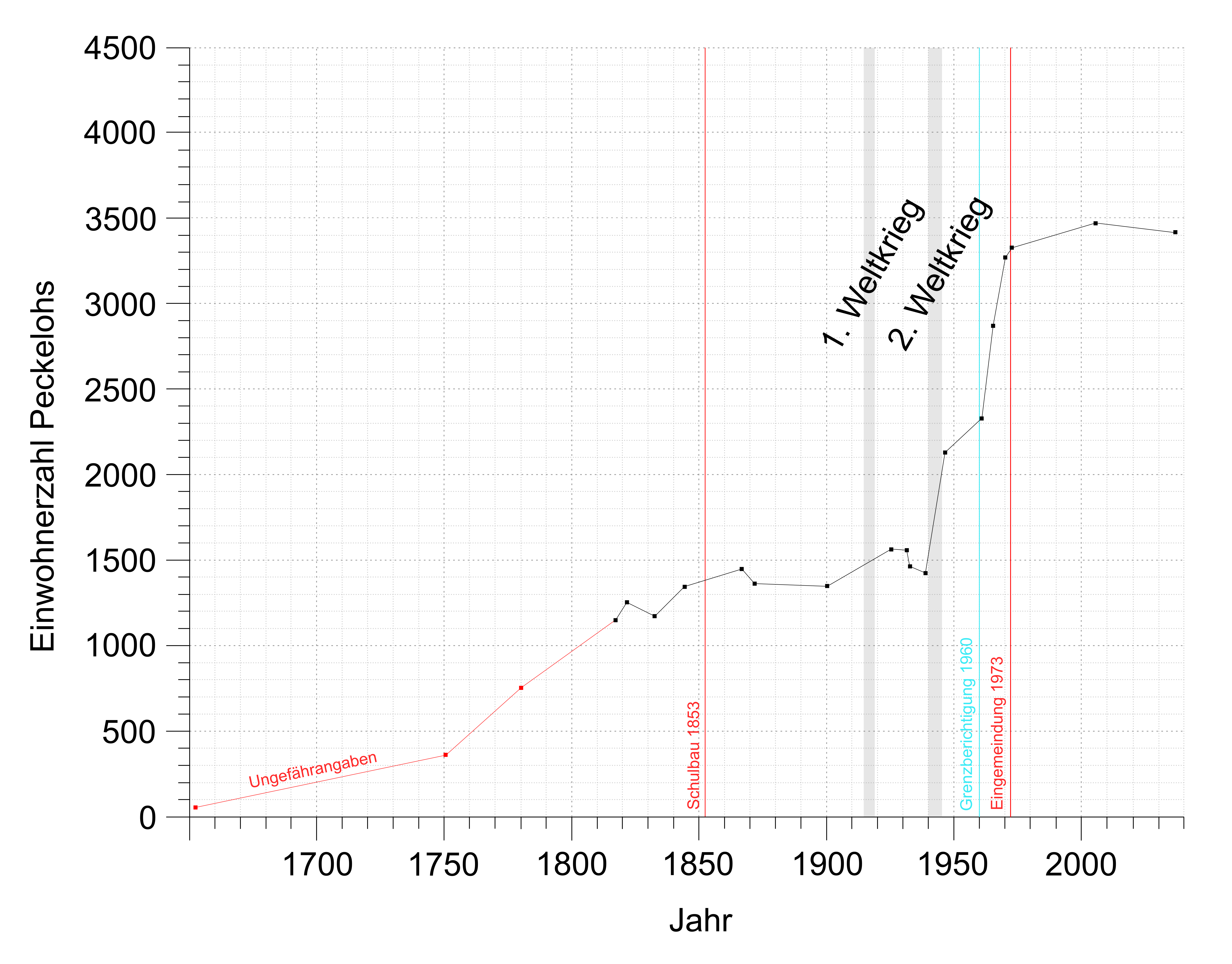
Bevölkerungsentwicklung in Peckeloh (Stand: 2017)

| Jahr | Einwohner |
| ---- | --------- |
| 1799 | 1013      |
| 1817 | 1145      |
| 1871 | 1374      |
| 1900 | 1387      |
| 1939 | 1408      |
| 1946 | 2104      |
| 1961 | 2311      |
| 1965 | 2880      |
| 1970 | 3283      |
| 1972 | 3321      |
| 2006 | 3483      |
| 2017 | 3404      |
| 2022 | 3338      |

## Sehenswürdigkeiten
- Evangelisches Gemeindehaus. Das Gemeindehaus liegt im Ortskern Peckelohs und hat zur historischen Dorfgründung beigetragen. 1853 wurde in Peckeloh unter Leitung des damaligen Dorflehrers Heinrich Weber eine erste Dorfschule errichtet. Rund 200 Kinder unterrichtete der Heinrich Weber hier, bis 1865 allein und im Schichtbetrieb. Das Alte Schulgebäude verlor nach dem Bau eines neuen Schulgebäudes in 1881 seine Funktion und wurde folgend erst als Jugendzentrum und später als Gemeindehaus der evangelischen Kirchengemeinde in Peckeloh umfunktioniert. Als Besonderheit der kleinen Schule gilt der Glockenturm, der gleichfalls von Weber veranlasst wurde.[16]

Die Glocke trägt folgende Inschrift:

„Lieb und Eintracht der Gemeinde. Rief Dich her, so folge mir. Ruft mein Klang Dich zum Gebete, dann bleibt Lieb und Eintracht hier.“
- Hof Potthof. Der historische Bauernhof mit Vorratsspeicher, der ehemalig den Namen Hollmann trug, präsentiert das Wappen der Grafschaft Ravensberg, die Zugehörigkeit des Hofes war jedoch bis ins späte Mittelalter umstritten. Heute liegt der Hof Potthof an der direkten Grenze zu Füchtorf. Der zweieinhalb-geschossige Vorratsspeicher auf Laerschem Piepsteinsockel mit seinem Backstein-Kellergewölbe darf als typisches Beispiel für ein separates, im landwirtschaftlichen Umfeld genutztes Lagergebäude gelten. Der Hof ist ein gekennzeichnetes Denkmal der Stadt Versmold, auf deren Territorium er heute liegt.[17]

- Katholische Kapelle. Errichtet wurde die katholische Kapelle auf dem Hof Schulte zur Surlage auf Veranlassung des Klosters Marienfeld. Das gegenwärtige Gebäude entstand um das Jahr 1720. Der Altar mit seinen fünf eingemeißelten Kreuzen dürfte jedoch wesentlich älter sein. Eigentlich galt Versmold im 18. Jahrhundert schon als protestantisches Kirchspiel. Umso bemerkenswerter ist, dass das Kloster Marienfeld als Grundherr über den Schultenhof hier eine katholische Kapelle errichten ließ. Das Kloster war daran interessiert, im evangelischen Peckeloh Mission zu betreiben.[18]
- Heinrich-Weber-Platz. Der Heinrich-Weber-Platz ist ein Kulturdenkmal mit Brunnen im Herzen Peckelohs und liegt unmittelbar neben der Grundschule. Der Platz wurde am 26. Oktober 1974 zu Ehren des Dorflehrers und Astronomen Heinrich Weber errichtet und dient heute als Aufenthaltsraum für Erholung.[19] Wegen Unstimmigkeiten der Anwohner und mutwilliger Sachbeschädigung am Denkmal wurde der Platz neu gestaltet und restauriert. Die typisch rote Pflasterung, der der Platz unter den Anwohnern den Spitznamen Roter Platz verdankt, blieb bei der Neugestaltung erhalten. Der Brunnen wurde durch eine Bodenfontäne ersetzt und die Grünfläche wurde erweitert.[20] Zur Feier des 1. Mai wird hier der Maibaum aufgestellt. Des Weiteren ist der Heinrich-Weber-Platz Schauplatz für den Weihnachtsbaum im Winter. Zudem finden hier viele kommunale Aktionen statt.
- Altes Wirtshaus Wagemann. Die alte Gaststätte an der B 476 ist nicht mehr in Betrieb und nun baufällig. Das Gebäude ist, wie auch der Wöstenkrug in der Wöste (Bauerschaft in Peckeloh) oder der Kastanienkrug im Sandort (Siedlung in Peckeloh), eines der vielen ehemaligen Wirtshäuser, die von der Blütezeit Peckelohs zeugen.
- Jüdisches Mahnmal. Auf dem Vorhof der Grundschule Peckeloh wurde zum Gedenken der jüdischen Opfer im Zweiten Weltkrieg und zur Erinnerung an den Schrecken ein jüdisches Mahnmal errichtet.
- Bildstock der Jungfrau Maria nahe dem Heinrich-Weber-Platz.
- Peckeloher Pionier-Denkmäler. Verteilt über die zentrale Siedlung Peckelohs sind mehrere Pionier-Denkmäler vorzufinden. Diese befinden sich unter anderem an der Volksbank, aber auch am Weiher im Stadtpark, neben dem Willkommensschild.
- Ortsschild Peckeloh. Das Ortsschild Peckeloh ist eine alte Kutsche aus der bauerschaftlichen Zeit Peckelohs. Der Wagen ist mit Blumen und Sträuchern gefüllt. Vor der Kutsche steht ein Schild mit der Inschrift „Unser Dorf Peckeloh ’85“. Das Denkmal befindet sich im Herzen des Dorfes gegenüber der neuen Schule von 1881. Das Ortsschild wurde der Inschrift zufolge im Jahr 1985 errichtet.

## Sport
Im Bereich des Breitensportes gibt es in Peckeloh den SC Peckeloh 1960 e. V. Ferner gibt es den Golfclub Schultenhof. Peckeloh besitzt zwei gut ausgebaute Fußballfelder im Ortskern.

## Wirtschaft und Infrastruktur

### Ansässige Unternehmen
In Peckeloh und den umliegenden Bauerschaften und Siedlungen des Versmolder Stadtteils sind eine Vielzahl von Unternehmen ansässig. Primär befinden sich diese Standorte im Peckeloher Gewerbegebiet nördlich des Ortskerns, aber auch im Sandort sind einige vorzufinden. Wenige Unternehmen liegen in der Peripherie des Ortes. Zu den Peckeloher Unternehmen zählen unter anderem:
- Franz Wiltmann GmbH & Co. KG Westfälische Fleischwarenfabrik. Gegründet wurde das Unternehmen 1887 von Franz Wiltmann. Es verarbeitet heute etwa 160 Tonnen Fleisch am Tag. Gut 800 Mitarbeiter erzielen einen Jahresumsatz von 150 Millionen Euro (Stand: 2005). Wiltmann ist bei weitem eins der größten Unternehmen in Peckeloh und trägt, als Fleischwarenfabrik, zur Benennung Versmolds als „Fettfleck Deutschland“ bei.
- Rolf Nagel GmbH. Ein Vertriebs- und Logistikunternehmen in der Lebensmittel-Branche.[21]
- Reisebüro & Omnibusverkehr Fritz Sieckendiek GmbH & Co. KG. Das Reisebüro Sieckendiek ist eines von drei Reisebüros des Unternehmens.[22]
- Holz- und Sägetechnik Knemeyer. Der Holzverarbeitungsbetrieb ist seit 1764 ein Familienbetrieb in Peckeloh und zählt somit zu den ältesten Unternehmen der Gemeinde.[23]
- F+G-Bau GmbH & Co. KG ist ein Bauunternehmen für Wohnungs- und Industriebau am Standort Sandort (Peckeloh). Es ist hauptsächlich im Umkreis von Versmold und der näheren Umgebung wie der Stadt Sassenberg oder Borgholzhausen tätig.[24]
- Metallbau Bäcker ist ein Schweißerfachbetrieb in Peckeloh und ist auf Metallbau- und Sonderkonstruktionen sowie Edelstahlverarbeitung spezialisiert.[25]
- Reinhard Roy ist ein Sanitärunternehmen, das auf sanitäre Installationen und den Heizungsbau spezialisiert ist.[26]

### Verkehr

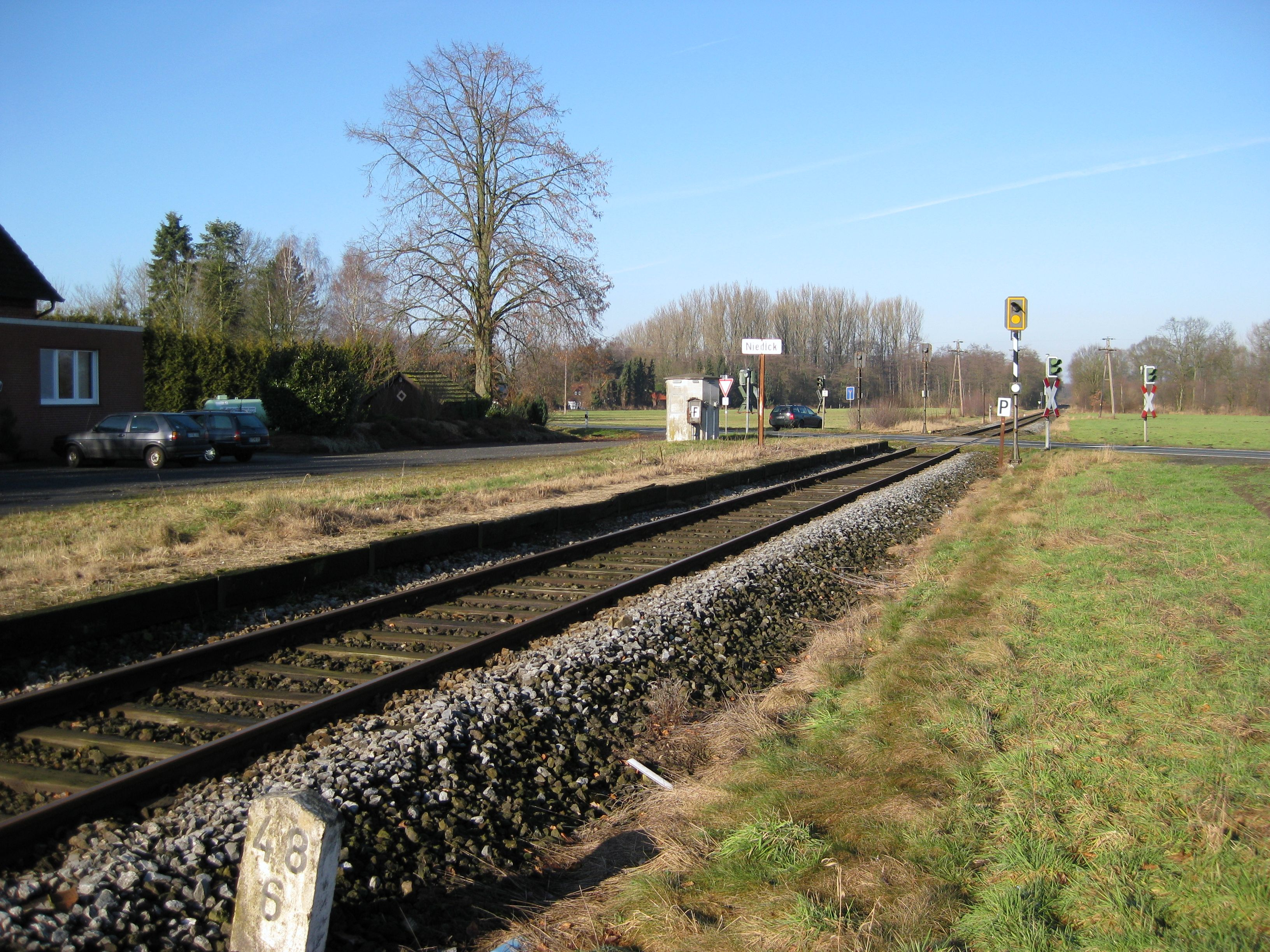
Die Haltestelle Niedick im Vorbruch

Peckeloh liegt an der B 476 und ist mit der Buslinie 71 stündlich mit der Kreisstadt Gütersloh verbunden. An Schultagen fährt auch die Linie 89 nach Halle (Westf.) und die Buslinie 91 von Peckeloh über Versmold nach Borgholzhausen.
Die Bahnstrecke Ibbenbüren–Hövelhof der Teutoburger Wald-Eisenbahn (TWE) verläuft durch Peckeloh. Hier befindet sich die Haltestelle Niedick nahe dem Gutshof Niedick in Greffen. Die Bahnlinie wird seit 1977 nicht mehr im Schienenpersonennahverkehr (SPNV) betrieben, sodass nur noch Güterzüge die Bahngleise passieren.

## Söhne und Töchter der Gemeinde
- Heinrich Weber, Dorfschulmeister und Astronom
- Peter Schulte zur Surlage, Peckeloher Landwirt und Konzeptionist für den Golfclub Schultenhof
- Franz Wiltmann (1852–1915), Unternehmensgründer der Franz Wiltmann GmbH & Co. KG